# Oskar Janicki
Oskar Janicki (* 21. Juni 1883 in Radautz, Österreich-Ungarn; † 8. Februar 1945 im Konzentrationslager Dachau, Großdeutsches Reich) war ein österreichischer Politiker.

## Leben
Oskar Janicki absolvierte die Volksschule und trat nach dem Besuch eines fünfjährigen Gymnasiums in eine Infanteriekadettenschule ein. 1909 wechselte er in die Zollverwaltung. In der Republik Österreich wurde er im Jahr 1923 
Gewerkschaftssekretär beim Bund der öffentlich Angestellten, einer Vorläuferorganisation der heutigen Gewerkschaft öffentlicher Dienst (GÖD).
Im Mai 1927 zog er als Abgeordneter der Sozialdemokratischen Arbeiterpartei Österreichs (SDAP) in den Nationalrat ein, wo er im Sozialausschuss saß und sich um sozial- und arbeitsrechtliche Belange kümmerte. Janicki schied Ende Dezember 1933 aus dem Nationalrat aus.
Unter dem austrofaschistischen Regime von Engelbert Dollfuß wurde Janicki im Februar 1934 verhaftet und verbrachte einige Monate in Untersuchungshaft. Später setzte er sich gegen einen Anschluss Österreichs ans Deutsche Reich ein, und versuchte, sozialdemokratische Grundsätze zu leben. Im Herbst 1944 wurde Janicki infolge des gescheiterten Attentats vom 20. Juli 1944 auf Adolf Hitler verhaftet. Zusammen mit Anton Falle wurde Janicki in das KZ Dachau deportiert, wo er infolge der Haftbedingungen starb.